# Rechabeam
Rechabeam (Hebreeuws: רְחַבְעָם, Rëchab‘am’, "hij vergroot mensen") was volgens de Hebreeuwse Bijbel zoon en opvolger van koning Salomo als koning van het koninkrijk Juda (1 Koningen 12-14 en 2 Kronieken 10-11). Zijn moeder was Naäma, een Ammonitische, en zijn echtgenote koningin Maächa. Zijn regeerperiode wordt gedateerd op 922 v.Chr. - 915 v.Chr. of 931 v.Chr. - 913 v.Chr..
Rechabeam was 41 toen hij de troon betrad. Bij zijn troonsbestijging splitste het Verenigd Koninkrijk Israël in twee delen uiteen, omdat een groot deel van het volk genoeg had van de zware belastingen die koning Salomo had geheven. Een delegatie uit de bevolking die om belastingverlaging kwam vragen, werd hierin niet tegemoetgekomen. Rechabeam was integendeel van plan om de belasting nog meer te verzwaren. Hierop scheidden zich onder leiding van Jerobeam tien stammen af van het rijk en vormden het koninkrijk Israël. Aanvankelijk werd Rechabeam alleen gesteund door zijn eigen stam Juda, niet veel later sloot ook de stam Benjamin zich bij Juda aan. De twee stammen vormden het nieuwe koninkrijk Juda.
Rechabeam probeerde de tien stammen van Israël door middel van een oorlog terug te winnen, maar werd hierin tegengehouden door de profeet Semaja. Rechabeam versterkte daarop enkele steden in Juda. In zijn vijfde regeringsjaar werd hij aangevallen door de Egyptische farao Sjosjenq I. Deze plunderde enkele steden, waaronder Jeruzalem en maakte Juda tot vazalstaat van Egypte. In Karnak zijn inscripties gevonden waarin de veldtocht tegen Juda werd genoemd. In deze inscripties zijn groepen gevangenen te zien, maar Rechabeam, Jeruzalem of andere steden in centraal Judea worden niet genoemd.
Het is niet duidelijk of de Egyptische actie vanuit het noordelijke koninkrijk Israël werd geïnspireerd, dat hooggeplaatste medestanders in de Egyptische administratie had. Koningin Maächa en Rechabeam bleven dan voort als vazalvorsten van Juda aan de macht tot 915 v.Chr. Onder hun bewind keerde Juda zich af van de verering van JHWH. Rechabeam en zijn echtgenote koningin Maächa vereerden Ašerah en lieten gouden kalveren maken.
Rechabeam stierf op 58-jarige leeftijd en werd begraven in de Davidsburcht in Jeruzalem. Hij werd opgevolgd door zijn zoon Abia.